# قائمة الدوائر الانتخابية مع مرشحيها في الانتخابات الكويتية 2008
تم فتح باب الترشيح لانتخابات مجلس الأمة الكويتي 2008 في 14 ابريل 2008، وانتهت فترة التسجيل والانسحاب في 9 مايو 2008.

## الدائرة الأولى
- أحمد إبراهيم خورشيد
- أحمد حاجي لاري
- أحمد عبد الله المرشد
- أمينة جاسم القلاف
- أنور جواد بوخمسين
- أيمن علي الخرس
- بدر جعفر الشيبة
- بدر فالح العازمي
- جابر سيد خلف البهبهاني
- جاسم علي شريف
- جاسم محمد الخضر
- جعفر جمعة العابدين
- جمال أحمد الكندري
- جميل ميرزا عبد الله
- حسن عباس الدريع
- حسن عبد الله جوهر
- حسين سعد بوحمد
- حسين علي القلاف
- حسين محمود غلوم
- حسين ناصر الحريتي
- خالد حسين الدوخي
- خالد حسين الشطي
- خالد عبد الله النوه
- خالد محمد الحوطي
- خليل إبراهيم الصالح
- رضا علي النقي
- سالم مثيب الأذينه
- سعد سلطان المزعل
- صالح أحمد عاشور
- صالح عبد العزيز البديوي
- صالح محمد العنزي
- صالح نوح المسباح
- صباح حميد العلي
- عبد الله يوسف الرومي
- عبد الله يوسف الكندري
- عبد المجيد عبد الله البناي
- عبد المحسن مدعج المدعج
- عبد الواحد محمود العوضي
- عدنان سيد عبد الصمد
- علي حسن عبد الله الأستاد
- علي حسين البلوشي
- عيسى حجي موسى
- فاطمة حجي عبدلي
- فوزي إبراهيم الدويسان
- فيصل سعود الدويسان
- فيصل عبد الوهاب بورسلي
- قاسم محمد الصراف
- كاظم عباس أبل
- كامل غضبان القلاف
- مبارك سالم الحريص
- محمد حسن الكندري
- محمد راشد الحفيتي
- محمد سالم السنافي
- محمد عبد الوهاب خورشيد
- مخلد راشد العازمي
- مدغش محمد الهاجري
- مشاري خالد الصراف
- منصور محمد الغزام
- ناديه سليمان القناعي
- نجلاء علي النقي
- نواف سليمان الفزيع
- نوري يوسف الوتار
- هاني سليمان الخليفي
- وليد أحمد يوسف

## الدائرة الثانية
- أحمد حسين فيروز
- أحمد علي ديين
- بدر عبيد البذالي
- بدر نعير الهاجري
- بسام علي البسام
- جاسم الخرافي
- جمعان ظاهر الحربش
- جواد مبارك الحسن
- حسين حبيب جاسم الصفار
- حسين علي القلاف
- خالد سلطان بن عيسى
- خالد عبد الرحمن الفارس
- خالده عبد الحي الخضر
- خلف دميثير العنزي
- دعيج خلف الشمري
- راشد سلمان الهبيدة
- سعد غصاب المطيري
- سعود عبد العزيز المطيري
- سلوى عبد الله الجسار
- صلاح عبد الرحمن الجسار
- طلال محمد البذالي
- عبد الأمير عبد الصمد التركي
- عبد الرحمن فهد العنجري
- عبد اللطيف العميري
- عبد الله علي اليحيا
- عبد الله محمد العجمي
- عبد الواحد محمد خلفان
- عدنان إبراهيم المطوع
- علي عدنان الرفاعي
- علي فهد الراشد
- علي هود مبارك
- عودة بشيت الرويعي
- فايز سالم النشوان
- مؤيد عبد الله السعيد
- محمد براك المطير
- محمد جاسم الصقر
- محمد عبد القادر الجاسم
- محمد عبد الله العبد الجادر
- محمد مفرج المسيلم
- محمد هزاع الهاجري
- مرزوق عايض البنيان
- مرزوق علي الغانم
- مرسال سعد الماجدي
- منصور أحمد الهيني
- هيثم حمد الشايع
- وليد محمد حسين
- يوسف سيد جعفر

## الدائرة الثالثة
- أحمد عبد العزيز السعدون
- أحمد عبد المحسن المليفي
- اسيل عبد الرحمن العوضي
- باسل جاسر الراجحي
- بدر ناصر العسلاوي
- جاسم محمد الراجحي
- جاسم محمد حيات
- جليل إبراهيم الطباخ
- جمال حسين العمر
- جميلة عباس الفودري
- حمد إبراهيم التويجري
- حمود عبد الله التوحيد
- خالد عبد الرازق الخالد
- خليفة مساعد الخرافي
- خليل جاسم الخليل
- روضان عبد العزيز الروضان
- رولا عبد الله دشتي
- سالم دعسان الدعسان
- سعود مبارك العجمي
- شيخة عيسى الغانم
- صادق محمد البسام
- صالح محمد الملا
- صلاح سعد العريفي
- طلال فهد الغانم
- طيبة أحمد الإبراهيم
- عائشة صالح الخليفي
- عائشة غانم العميري
- عادل عبد العزيز الصرعاوي
- عباس حسين الخضاري
- عباس ماجد بوردن
- عبد العزيز حمد الشايجي
- عبد الكريم جاسم حيدر
- عبد الله علي شمساه
- عبد الله يوسف المعيوف
- عبد الوهاب محمد الكندري
- علي صالح العمير
- علي عبد الله السعيد
- علي عبد الله دشتي
- عيسى صالح العتال
- غنيمة محمد الحيدر
- فارس سعد العتيبي
- فاضل حمزة خورشيد
- فيصل حمد المزين
- فيصل علي المسلم
- فيصل فهد الشايع
- مبارك عبد الله شعيب
- معاذ خالد الفهيد
- ناجي عبد الله العبد الهادي
- ناصر جاسم الصانع
- نامي يوسف النامي
- نبيلة سلمان العميري
- نعيمة أحمد الحاي
- نوال سليم المقيحط
- نوره جاسم الدرويش
- وليد مرتضى الصفار
- وليد مساعد الطبطبائي

## الدائرة الرابعة
- أحمد مرزوق الضفيري
- أحمد نصار الشريعان
- بدر مانع الهدبة
- جعفر نجف علي
- حسين قويعان المطيري
- حسين محمد عوض
- حسين مزيد الديحاني
- حمد فارس العنزي
- خالد حمد المهندي
- خضير عقله العنزي
- ذكرى سعود المجدلي
- ذكرى عايد الرشيدي
- رجا حجيلان المطيري
- رشيد حمود المعصب
- سعد حمد العازمي
- سعد علي خنفور الرشيدي
- سعد مفرح زمانان العجمي
- سعود عبد العزيز بوشهري
- سلوى محمل المطيري
- صالح عثمان السعيد
- ضيف الله فضيل أبو رميه
- طلال منيزل العنزي
- عائشة محمد الراجحي
- عادل أحمد العلبان
- عادل عبد الله المسلم
- عباس عبد الله مراد
- عبد الله صالح المطوطح
- عبد الله مدلول الجنفاوي
- عسكر عويد العنزي
- علي دخيل العنزي
- علي سالم الدقباسي
- علية صفوق العنزي
- عواد محمد الظفيري
- عون عبد الأمير طه
- فارس مطني الخالدي
- فاضل حسن الصباغة
- فيصل خالد السعيد
- فيصل علي الميموني
- فيصل محمد العنزي
- مبارك محمد الوعلان
- محمد خليفة الخليفة
- محمد دهيم الضفيري
- محمد سليمان الرشيدي
- محمد محسن البصيري
- محمد هايف المطيري
- مسلم محمد البراك
- مطلق عويد العنزي
- منصور صالح الرفدي
- ناصر رجا عايد الماجدي
- ناصر غويزي المطيري
- ناصر فهد الدويلة
- نايف عبد العزيز العنزي
- يوسف أحمد اشكناني

## الدائرة الخامسة
- أحمد عبد الله جوهر
- بخيت علي المري
- بداح محد فهيد
- بدر ملك بو صفر
- ثامر راكان الحربي
- جابر سعد العازمي
- جمعان فالح العازمي
- حسين براك الدوسري
- حمود محمد الحمدان
- خالد ضويحي السبيعي
- خزنة عبد الله العماني
- خليل إبراهيم الشمري
- خليل عبد الله عبد الله
- سالم حمد المسباح
- سالم عبد الحليم عبد الله
- سعدون حماد العتيبي
- سميح إبراهيم القلاف
- سميرة يوسف الشطي
- سودان علي الشمري
- سيف رشدان الهاجري
- صالح محمد بهمن
- عادل محمد رستم
- عايض نايف العتيبي
- عبد الرضا باقر الزنكوي
- عبد الصمد صالح دشتي
- عبد العزيز خليف العنزي
- عبد العزيز خير الله
- عبد العزيز عبد الله الدويش
- عبد الله أحمد السمحان
- عبد الله حشر البرغش
- عبد الله عكاش العبدلي
- عبد الله فالح الفحماء
- عبد الله مهدي العجمي
- عصام بدر راشد الطاحوس
- عصام سلمان الدبوس
- علي حمود الهاجري
- عليان علوش المطيري
- عماد فالح الجلوي
- عيسى إسماعيل بهزاد
- فاطمة يوسف النهام
- فهد دهيسان اللميع
- فهد محمد علي
- فيصل محمد الكندري
- محمد خليل قمبر
- محمد عبد الله العجمي
- محمد فالح العجمي
- محمد معتوق المعتوق
- محمد هادي الحويلة
- مذكر سعود المطيري
- مرزوق فالح العازمي
- موسى درويش عباس
- نادية مصطفى علي
- نوري خلف شاوي عبد الله القلاف